# エド・マリナロ
エド・マリナロ（Ed Marinaro、1950年3月31日 - ）は、アメリカ合衆国の俳優で元アメリカンフットボール選手。
コーネル大学時代にNCAA記録を16個樹立、初めて通算4000ヤード走った選手となった。1971年に全米のラッシングリーダーとなった。ハイズマン賞の選考ではパット・サリバンに次いで2位の票を集めた。これはアイビーリーグがトップ選手を多く輩出していた1951年のディック・カズメイアーがハイズマン賞に選ばれて以来の高順位であった。同年マックスウェル賞、UPI通信が選ぶ全米最優秀選手にも選ばれた。現在でもシーズン記録である1試合平均39.6回のラン、通算記録である1試合平均34.0回のランという記録がNCAA記録として残っている。プロでもミネソタ・バイキングス、ニューヨーク・ジェッツ、シアトル・シーホークスでプレーして、13タッチダウンをあげた。バイキングス時代には第8回スーパーボウル、第9回スーパーボウルにも出場した。
現役引退後、俳優となった。

## 出演作品
- ブルマン大学 〜俺たち、もっこりフットボーラー〜（ダニエルズ・コーチ）
- YETI　イエティ
- ルール　封印された都市伝説
- フローズン・ハザード
- ギフト・オブ・ラブ
- ジャッジメント・デイ2
- スカイ・パニック
- DEADLY WEB　デッドリー・ウェブ
- ダンス・ウィズ・デンジャー
- ダイヤモンド・トラップ
- ゲーム・オブ・ラブ
- メイス
- トップモデルはミス・ポリス（ニック・ヴェラノ）
- マッド・フィンガーズ（ジーノ）
- クイーンズ・ロジック/女の言い分・男の言い訳
- ヒルストリート・ブルース
- ダイナスティ
- トワイライト・ゾーン
- モンスターズ
- サード・ウォッチ
- パパにはヒ・ミ・ツ
- 名探偵モンク
- デイズ・オブ・アワ・ライブス